# Morgan Rogers
Morgan Elliot Rogers (Halesowen, Reino Unido, 26 de julio de 2002) es un futbolista británico. Juega de delantero y su equipo es el Aston Villa F. C. de la Premier League.

## Trayectoria
Formado en las inferiores del West Bromwich Albion, fue promovido al primer equipo en 2019, solo disputando un encuentro en la FA Cup. En agosto de ese año fue adquirido por el Manchester City y enviado a su equipo sub-21.
El 7 de julio de 2023 firmó por el Middlesbrough F. C. de la EFL Championship. Disputó 33 encuentros en el club en su primer año.
En febrero de 2024 se anunció su fichaje en el Aston Villa F. C. de la Premier League. Debutó en la primera división el 3 de febrero ante el Sheffield United.

## Selección nacional
El 14 de noviembre de 2024 hizo su debut con la selección de Inglaterra en un encuentro de la Liga de Naciones de la UEFA 2024-25 frente a Grecia que ganaron por cero a tres.

## Estadísticas

### Clubes
Actualizado al último partido disputado el 25 de mayo de 2025.
| Club                                  | Div.          | Temporada     | Liga  | Liga  | Copas nacionales | Copas nacionales | Copas internacionales | Copas internacionales | Total | Total |
| Club                                  | Div.          | Temporada     | Part. | Goles | Part.            | Goles            | Part.                 | Goles                 | Part. | Goles |
| ------------------------------------- | ------------- | ------------- | ----- | ----- | ---------------- | ---------------- | --------------------- | --------------------- | ----- | ----- |
| West Bromwich Albion F. C. Inglaterra | 2.ª           | 2018-19       | 0     | 0     | 1                | 0                | —                     | —                     | 1     | 0     |
| West Bromwich Albion F. C. Inglaterra | Total club    | Total club    | 0     | 0     | 1                | 0                | 0                     | 0                     | 1     | 0     |
| Lincoln City F. C. Inglaterra         | 3.ª           | 2020-21       | 28    | 6     | 0                | 0                | —                     | —                     | 28    | 6     |
| Lincoln City F. C. Inglaterra         | Total club    | Total club    | 28    | 6     | 0                | 0                | 0                     | 0                     | 28    | 6     |
| AFC Bournemouth Inglaterra            | 2.ª           | 2021-22       | 15    | 1     | 2                | 0                | —                     | —                     | 17    | 1     |
| AFC Bournemouth Inglaterra            | Total club    | Total club    | 15    | 1     | 2                | 0                | 0                     | 0                     | 17    | 1     |
| Blackpool F. C. Inglaterra            | 2.ª           | 2022-23       | 20    | 1     | 2                | 0                | —                     | —                     | 22    | 1     |
| Blackpool F. C. Inglaterra            | Total club    | Total club    | 20    | 1     | 2                | 0                | 0                     | 0                     | 22    | 1     |
| Middlesbrough F. C. Inglaterra        | 2.ª           | 2023-24       | 26    | 2     | 7                | 5                | —                     | —                     | 33    | 7     |
| Middlesbrough F. C. Inglaterra        | Total club    | Total club    | 26    | 2     | 7                | 5                | 0                     | 0                     | 33    | 7     |
| Aston Villa F. C. Inglaterra          | 1.ª           | 2023-24       | 11    | 3     | —                | —                | 5                     | 0                     | 16    | 3     |
| Aston Villa F. C. Inglaterra          | 1.ª           | 2024-25       | 37    | 8     | 5                | 2                | 12                    | 4                     | 54    | 14    |
| Aston Villa F. C. Inglaterra          | Total club    | Total club    | 48    | 11    | 5                | 2                | 17                    | 4                     | 70    | 17    |
| Total carrera                         | Total carrera | Total carrera | 137   | 21    | 17               | 7                | 17                    | 4                     | 171   | 32    |

### Tripletes
| 1 | 25 de abril de 2017      | Ob Beli, Vipava                         | Inglaterra sub-15 - Rusia sub-15   |  | 3 - 1 | Amistoso Internacional               |
| 2 | 11 de septiembre de 2018 | Municipal KSZO, Ostrowiec Świętokrzyski | Bélgica sub-17 - Inglaterra sub-17 |  | 2 - 6 | Amistoso Internacional               |
| 3 | 29 de enero de 2025      | Villa Park, Birmingham                  | Aston Villa - Celtic F. C.         |  | 4 - 2 | Liga de Campeones de la UEFA 2024-25 |